# Forsthaus Ahrendsberg
Das Forsthaus Ahrendsberg ist eine im Oberharz auf der Erhebung des Ahrendsberg gelegene Einzelsiedlung, die zur Bergstadt Altenau-Schulenberg im Oberharz im Landkreis Goslar gehört. 

## Lage
Das Forstgebäude befindet sich, umgeben von Gemeindefreien Gebiet, auf einem Hochplateau des Ahrendsberg oberhalb der Okertalsperre. In etwa sechs Kilometer nördlicher Richtung befindet sich der Goslarer Stadtteil Oker (Goslar), drei Kilometer östlich erstreckt sich die Gemarkung Hune mit dem dortigen Steinbruch an der B4 gelegen sowie die Bastesiedlung. Fünf Kilometer südwestlich liegt Schulenberg im Oberharz.
Die Liegenschaft ist nicht über das öffentliche Straßennetz erreichbar. Für Nutzer bzw. Berechtigte gibt es Forststraßen von der Okertalsperre sowie vom Steinbruch Huneberg aus.

## Geschichte
Eine erste Erwähnung als Forstgehöft findet sich im Jahr 1543, als sich dort zunächst ein Wildstall mit Wohnhaus befand. Er gehörte zu dem in den Harzburger Forsten gelegenen Bündheimer Pferdegestüt. Das Gestüt ließ während des Dreißigjährigen Krieges fünf Wachen um den Wildstall aufstellen, da Wölfe vermehrt Pferde gerissen hatten. Auch ließ die Harzburger Bevölkerung ihr Vieh in den Stallungen auf dem Ahrendsberg in Sicherheit bringen. 1680 ist von einer Straße die Rede, die den Namen Am eisernen Wege trägt und vom Ahrendsberg Richtung Torfhaus führt. 1775 errichtete man ein Fohlenhaus für ältere Hengstfohlen. 1783 ist das Wildenhaus neu gebaut wurden und war bis 1842 in Betrieb.
Das ehemalige Forsthaus Ahrendsberg war viele Jahrzehnte auch Gaststätte, in der die Kiepenfrauen auf dem Weg von Bad Harzburg nach Altenau rasteten. Aufgrund der abgeschiedenen Lage war man auf Selbstversorgung angewiesen und somit war der Förster gleichzeitig auch Landwirt. 1966 wurden die Gebäude zum Jugendwaldheim umgewandelt. Heute wird es als Waldpädagogikzentrum der niedersächsischen Landesforsten  genutzt und besteht aus dem Haupthaus sowie mehreren Nebengebäuden.
Am 28. September 2020 brannte das über 200 Jahre alte Haupthaus ab. Mehrere Ortsfeuerwehren aus den Städten Clausthal-Zellerfeld, Bad Harzburg und Goslar mussten das Löschwasser von der tiefer gelegenen Okertalsperre hochpumpen sowie einen Ringverkehr mit Tanklöschfahrzeugen herstellen. Die Brandbekämpfung dauerte über zehn Stunden an. Der Anbau mit Küche und Gästezimmern konnte gerettet werden. Als Brandursache wurde Brandstiftung ermittelt. Die Landesforsten strebt den Wiederaufbau an.